# Nextel (Brasil)
Nextel Brasil es una empresa que anteriormente fue una filial de la compañía NII Holdings, Inc. que se enfoca principalmente en ofrecer servicios de comunicación móvil. Su sede se encuentra en Reston, Virginia, Estados Unidos iniciando sus operaciones en el año 1997.
El origen de su nombre se debe a una combinación de las palabras en inglés next (que significa en inglés próximo) y tel (de la palabra teléfono).
A partir de 2010, Anatel autorizó a la compañía Nextel Brasil a unirse al servicio móvil personal (SMP) mediante la obtención de licencias para la cobertura nacional de datos de voz y celulares de tercera y cuarta generación (3G y 4G).
El Consejo Administrativo de Defensa Económica de Brasil (CADE) aprobó la compra de Nextel Brasil por parte de la empresa mexicana América Móvil.

## Tecnología
Inicialmente, iDEN es una tecnología de comunicación por radio celular (funciona igual que los sistemas celulares tradicionales), basada en la tecnología TDMA (aunque de alguna manera la tecnología es más similar a GSM). La gran diferencia con esta tecnología es el sistema de comunicación por radio half-duplex (aunque hay algunos dispositivos que admiten radio full-duplex, lo que permite que ambos hablen durante la comunicación por radio) en portadoras de 25 kHz por evento de envío. (botón), y si ambos usuarios están cubiertos por la misma celda, su comunicación solo ocupará 50 kHz del espectro de la red (contra 200 kHz de comunicación GSM). Recordando que Nextel tiene 15 MHz en la banda de 800 MHz, y recientemente pospuso otros 10 MHz para admitir el creciente número de usuarios.
Al principio, es una tecnología patentada de Motorola, pero también con licencia de algunos fabricantes, como RIM, que tiene algunos dispositivos iDEN Blackberry.
En la transmisión de voz, esta tecnología también se puede usar como teléfono móvil, sin embargo, no tiene la misma calidad que el envío de radio, posiblemente debido al ancho de banda utilizado en la voz (25 kHz) y los códecs de voz utilizados.
La transmisión a través de iDEN terminó en 2018.

## Uso de datos
La red de datos iDEN no sería bastante sólida en Motorola, ya que el sistema de datos por paquetes solo navega a una velocidad de 28.8 kbps (lo cual es sorprendente teniendo en cuenta el espectro utilizado por la tecnología). Hay una bifurcación de la tecnología producida por Motorola, llamada WiDEN, que se comercializó solo en los Estados Unidos, la cual consiste en mejorar el uso del espectro de la tecnología, haciendo que use un módem WiDEN, el cual puede alcanzar hasta 128k con la mejora.

## Adquisición
En marzo de 2019, América Móvil, propietaria de Claro en Brasil, adquirió las operaciones de Nextel por US $ 905 millones de dólares.
Con la compra de Nextel, Claro se consolida en el segundo lugar en telefonía móvil -con una participación de 26,05%, gana 3,3 millones de clientes-. Ahora tiene casi 60 millones de clientes y el espectro adquirido por el primero.
El 9 de septiembre de 2019, el Consejo Administrativo de Defensa Económica (CADE) aprobó sin restricciones la compra de Nextel por parte de Claro. La opinión del CADE destaca que Nextel es un operador “eminentemente regional”, con una participación de mercado baja en comparación con los demás. La agencia también destaca que los competidores "tienen la capacidad de absorber cualquier demanda que se desvíe en virtud de cualquier intento de ganar poder de mercado". La negociación por concluir aún necesita la aprobación de Anatel.
El 30 de septiembre de 2019, la Agencia Nacional de Telecomunicaciones (Anatel) autorizó la compra de Nextel por parte de Claro. La decisión fue adoptada por unanimidad por el Directorio y estableció un plazo de hasta seis meses para que se realizara la transacción.
El 18 de diciembre de 2019, se completó la compra de las operaciones de Nextel por parte de Claro.
En octubre de 2020, Nextel pasó a llamarse Claro Nxt.